# Fizyk miejski
Fizyk miejski – lekarz miejski odpowiedzialny za higienę miast. Instytucja ta - znana w starożytności i pełniona przez archiatrów miast - odrodziła się w XI, a stała się popularna w XV wieku. 
Fizyk miejski odpowiedzialny był za nadzór epidemiologiczny, higienę komunalną, ochronę przed epidemiami i walkę z nimi, kontrolę służby zdrowia (szpitale, przytułki, apteki), oraz w niektórych miastach leczenie ubogich i sekcje zwłok.
W końcach XVI w. oraz w początkach XVII w. - zaobserwowano tworzenie kalendarzy astrologicznych z prognozą pogody od fizyków miejskich.
Działali oni również jako osobiści lekarze szlachty oraz pełnili służby medyczne dla kościołów.